# Сектор экономики
Сектор экономики — часть экономики государства, обладающая сходными общими характеристиками, экономическими целями, функциями и поведением, что позволяет отделить её от других частей экономики в теоретических или практических целях.

## Определение
Согласно Большой российской энциклопедии (БРЭ) сектор экономики — это часть экономической системы, в которую входят отрасли, имеющие сходные общие характеристики, экономические цели, характер функционирования; институциональная единица, однородная с точки зрения выполняемых ею функций и методов финансирования затрат.

## Типы секторов экономики
Согласно БРЭ выделяют: сектор предприятий (нефинансовые и финансовые корпорации, некоммерческие организации, обслуживающие домашние хозяйства), сектор домашних хозяйств, сектор государственных учреждений и внешний сектор экономики.
В зависимости от форм собственности выделяют: государственный сектор (часть экономики, где государство — экономический агент) и частный сектор (нефинансовые и финансовые корпорации и предприятия, принадлежащие частному капиталу, домохозяйства).
В зависимости от конкретных видов экономической деятельности различают: реальный сектор экономики, сектор услуг, финансовый сектор.
По виду производимой продукции различают: первичный, вторичный, третичный и четвертичный секторы экономики.
Преобладание того или иного сектора экономики определяет экономический уклад: доиндустриальный, индустриальный и постиндустриальный.

## Трёхсекторная модель экономики
- Первичный сектор экономики
- Вторичный сектор экономики
- Третичный сектор экономики
- Четвертичный сектор экономики
- Пятеричный сектор экономики